# ماسفت

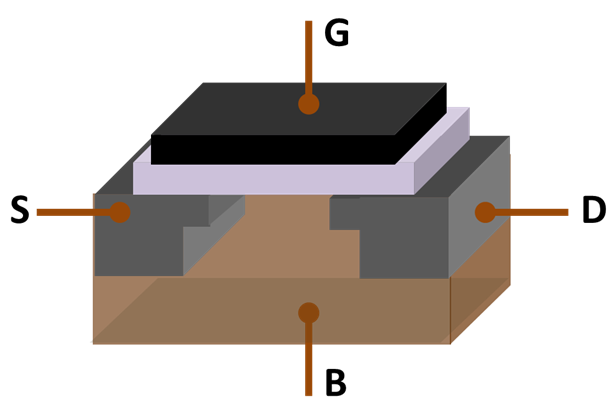
ماسفت شامل پایانه‌های گیت (G)، درین (D)، سورس (S) و بدنه (B) است. بدنه (B) اغلب به سورس وصل می‌شود؛ بنابراین ماسفت در عمل، سه‌پایه دارد. لایهٔ اکسیدِ سیلیسیوم به رنگ روشن در زیر گیت دیده می‌شود.

ترانزیستور اثرِ میدانیِ نیم‌رسانا اکسید-فلز (به انگلیسی: metal–oxide semiconductor field effect transistor) یا ماسفِت (اختصاری MOSFET) معروف‌ترین ترانزیستور اثر میدان در مدارهای الکترونیک آنالوگ و دیجیتال است. اصطلاح «اکسید-فلز» را نباید به اشتباه «اکسیدِ فلز» خواند. دلیل این نام‌گذاری این است که در ساختمان این ترانزیستور، یک لایهٔ اکسیدِ سیلیسیوم (SiO2) در زیر اتصال فلزیِ پایهٔ گِیت قرار گرفته است (شکل روبرو را ببینید).
این گونه از ترانزیستور اثر میدان نخستین بار در سال ۱۹۲۶میلادی معرفی شد. در آن هنگام، ساخت و به‌کارگیری این ترانزیستورها، به سبب نبود علم و ابزار و امکان، با دشواری همراه بود و از همین روی، برای پنج دهه فراموش شدند و از میدانِ پیشرفت‌های الکترونیک بر کنار ماندند. در آغازِ دههٔ ۷۰، بارِ دیگر نگاه‌ها به ماسفت‌ها افتاد و برای ساختنِ مدارهای مجتمع به کار گرفته شدند.
در مدارهای الکترونیکی، ترانزیستور اثر میدان (FET) را با سه‌پایه به نام‌های گِیت (Gate)، دِرِین (Drain)، و سورس (Source) در نظر می‌گیرند. در این ترانزیستور، گیت (پایهٔ کنترلی)، جریانی نمی‌کشد، و چنان‌که از نام ترانزیستور پیداست، تنها با اعمال ولتاژ و ایجاد میدان الکتریکی درون نیم‌رسانا، جریان عبوری از FET کنترل می‌شود. از همین روی، وقتی گیت به عنوان ورودی این ترانزیستور در نظر گرفته می‌شود، هیچ اثر بارگذاری بر روی طبقات قبلی خود در مدار نمی‌گذارد و ترانزیستور در این حالت امپدانس ورودی بسیار بالایی دارد. عمده تفاوت ماسفت با ترانزیستور JFET در این است که گیت ترانزیستورهای ماسفت توسط لایه‌ای از اکسید سیلیسیم (SiO2) از کانال مجزا شده است. به این دلیل به ماسفت‌ها، فِت با گیت مجزا (به انگلیسی: IGFET, Insulated Gate FET) نیز گفته می‌شود.
مدارهای مجتمع بر پایهٔ فناوری ماسفت را می‌توان بسیار ریزتر و ساده‌تر از مدارهای مجتمع بر پایهٔ ترانزیستورهای دوقطبی ساخت، بی آن که (حتی در مدارها و تابع‌های پیچیده و مقیاس‌های بزرگ) نیازی به مقاومت، دیود یا دیگر قطعه‌های الکترونیکی داشته باشند. همین ویژگی، تولیدِ انبوهِ آن‌ها را آسان می‌کند، چندان که هم‌اکنون بیش از ۸۵ درصدِ مدارهای مجتمع، بر پایهٔ فناوریِ MOS طراحی و ساخته می‌شوند.
ترانزیستورهای MOS، بسته به کانالی که در آن‌ها شکل می‌گیرد، کانال N یا کانال P نامیده می‌شوند. در آغازِ کار، کانال P ترانزیستورِ پرکاربردتر در فناوری MOS بود. اما از آن جا که ساختنِ کانال N آسان‌تر است و مساحتِ کم‌تری هم می‌گیرد، از کانال P پیشی گرفت. برخلافِ ترانزیستورهای دوقطبی، در ترانزیستورهای ماسفت، جریان، نتیجهٔ شارشِ تنها یک حامل (الکترون یا حفره) در میانِ پیوندها است و از این رو، این ترانزیستورها را تک‌قطبی هم می‌نامند.

## ساختار و کارکرد ماسفت افزایشی
فت دارای سه‌پایه با نام‌های درین D، سورس S و گیت G است که پایه گیت، جریان عبوری از درین به سورس را کنترل می‌کند. فت‌ها دارای دو نوع N کانال و P کانال هستند. در فت نوع N کانال زمانی که گیت نسبت به سورس مثبت باشد جریان از درین به سورس عبور می‌کند. FETها معمولاً بسیار حساس بوده و حتی با الکتریسیته ساکن بدن نیز تحریک می‌گردند. به همین دلیل نسبت به نویز بسیار حساس هستند.
نوع دیگر ترانزیستورهای اثر میدانی ماسفت‌ها هستند. یکی از اساسی‌ترین مزیت‌های ماسفت‌ها نویز کمتر آن‌ها در مدار است.
برای تست کردن فت کانال N با مولتی‌متر، نخست پایه گیت را پیدا می‌کنیم؛ یعنی پایه‌ای که نسبت به دوپایه دیگر در یک جهت مقداری رسانایی دارد و در جهت دیگر مقاومت آن بی‌نهایت است. معمولاً مقاومت بین پایه درین و گیت از مقاومت پایه درین و سورس بیشتر است که از این طریق می‌توان پایهٔ درین را از سورس تشخیص داد.

## ماسفت کاهشی
ساختار این گونهٔ ترانزیستور، همانند ساختار ترانزیستورهای افزایشی است، تنها با این تفاوت که هنگامِ ساخت آن، کانال را، به وسیلهٔ یک نوار از جنس سیلیسیم، میانِ سورس و درین تعبیه می‌کنند. از این رو، اگر اختلاف پتانسیل میان آن دو اعمال شود، جریانی از سورس به درین خواهیم داشت؛ هرچند که ولتاژ اعمال شده به گیت صفر باشد.

## تاریخچه
اساس این نوع ترانزیستور برای اولین بار توسط ژولیوس ادگار لیلینفلد در سال ۱۹۲۵به ثبت رسید. بیست و پنج سال بعد، هنگامی که اقدام به ثبت اختراع ترانزیستور اتصالی کرد، آن‌ها دریافتند لیلینفلد در حال حاضر برگزاری یک ثبت اختراع که در راه است که می‌تواند شامل تمام انواع ترانزیستورها شود. آزمایشگاه‌های بل قادر به کار کردن توافق با لیلینفلد، کسی که هنوز زنده بود بودند (که معلوم نیست آن‌ها به او پول پرداخت کردند یا نه). که در آن زمان به نسخه آزمایشگاه‌های بل ترانزیستور اتصال دو قطبی، یا اتصال به سادگی ترانزیستور (simply junction transistor) نام داده شد، و طراحی Lilienfeld نام ترانزیستور اثر میدانی بر گرفت.
در سال ۱۹۵۹ توسط محمد محمد عطاالله و داوون کانگ در آزمایشگاه‌های بل، فلز اکسید نیم‌رسانا ترانزیستور اثر میدانی (ماسفت) به عنوان شاخه‌ای به طراحی FET اختراع شد.
عملکرد و ساختارهای مختلف از اتصال دو قطبی ترانزیستور، ماسفت با قرار دادن یک لایه عایق در سطح نیم‌رسانا و سپس با قرار دادن یک الکترود گیت فلزی که در آن ساخته شده بود. این سیلیکون کریستالی نیم‌رسانا است و از لایه‌ای از دی‌اکسید سیلیکون برای عایق استفاده می‌شود.

## مدارهای CMOS
ماسفت در ساخت نیم‌رسانا اکسید فلزی مکمِّل (CMOS) استفاده می‌شود، که به عنوان بلوک‌های ساختمانی با استفاده از p-و ماسفت کانال N-است. مسئله عمده در مدارهای مجتمع، گنجاندن ترانزیستورهای بیشتر در تراشه‌های کوچکتر است. سیماس مصرف برق را کاهش می‌دهد، زیرا به جز زمانی که ورودی به گیت‌های منطقی در حال تغییر است، هیچ جریانی (ایده‌آل) و در نتیجه هیچ قدرتی مصرف نمی‌شود. این کاهش مصرف با قرار دادن nماسفت در کنار p ماسفت و اتصال هر دو گیت و هر دو درین به هم به دست می‌آید. یک ولتاژ بالا بر روی دروازه باعث خواهد شد n ماسفت برای انجام و p ماسفت به انجام و ولتاژ پایین بر روی دروازه باعث معکوس. در طول زمان کلیدزنی ولتاژ از یک حالت به حالت دیگر می‌رود. به این ترتیب تا حد زیادی مصرف برق و تولید گرما را کاهش می‌دهد. کاربردهای سیماس دیجیتال و آنالوگ در زیر توضیح داده شده است.

### دیجیتال
رشد فناوری‌های دیجیتال انگیزه پیشبرد فناوری ماسفت را بیش از هر نوع دیگری از ترانزیستور پایه سیلیکون فراهم کرده است. یک مزیت بزرگ ماسفت برای سوئیچینگ دیجیتال این است که لایهٔ اکسید بین گیت و کانال مانع از شارش جریان DC از طریق گیت می‌شود و همچنین اتلاف توان را می‌کاهد و امپدانس ورودی بسیار بالا را ایجاد می‌کند. اکسید عایق بین گیت و کانال، ماسفتی را که در یک مرحله منطقی است به‌طور مؤثر از مراحل قبل و بعد خود جدا می‌کند، این قابلیت اجازه می‌دهد تا خروجی یک ماسفت بتواند ورودی تعداد قابل توجهی از ماسفت‌ها باشد. واضح است که این ویژگی چقدر کار طراحان را آسان می‌سازد تا از بعضی محدودیت‌ها صرف نظر نمایند. این حد با فرکانس عامل تعریف می‌شود: هر چه فرکانس افزایش یابد، امپدانس ورودی ماسفت‌ها کاهش می‌یابد.

### آنالوگ
مزایای ماسفت در مدارهای دیجیتال را نباید به عنوان برتری آن در مدارهای آنالوگ تفسیر نمود. دو نوع مدار بر اساس ویژگی‌های مختلف ترانزیستور رفتار می‌کنند. ماسفت‌ها به‌طور گسترده‌ای در بسیاری از انواع مدارات آنالوگ به دلیل مزایای خاصی استفاده می‌شود.

## کاربردها
موتورهای سروو، کنترل چرخش ملخ‌های پهباد، کنترل سرعت چرخش موتورهای الکتریکی (متفاوت با سیستم موتورهای استپر)